# Hackelia besseyi
Hackelia besseyi là loài thực vật có hoa trong họ Mồ hôi. Loài này được (Rydb.) J.L. Gentry mô tả khoa học đầu tiên năm 1974.